# Rhododendron pilosum
Rhododendron pilosum är en ljungväxtart som först beskrevs av André Michaux, och fick sitt nu gällande namn av Lyndley Alan Craven. Rhododendron pilosum ingår i släktet rododendron, och familjen ljungväxter. Inga underarter finns listade i Catalogue of Life.